# Смерть шпионам: Момент истины
Смерть шпионам: Момент истины (англ. Death to Spies: Moment of Truth) — дополнение для первой части, продолжение компьютерной игры в жанре стелс-экшен, шпионского боевика. Сюжет повествует о секретных операциях, в которых принимал участие оперативник 4-го отдела ГУК «СМЕРШ» Семён Строгов. В 2016 году вышло продолжение — «Смерть шпионам 2».

## Сюжет
Сотрудник военной контрразведки СМЕРШ Семён Строгов был направлен для участия в операциях под кодовым названием «Момент истины». Строгов обладает качествами, необходимыми для выполнения особо опасных заданий по сбору информации и ликвидации вражеских агентов. Личным приказом Верховного Главнокомандующего Строгову, прошедшему спецподготовку в тренировочном центре, предписано немедленно приступить к осуществлению сверхсекретных миссий. Ему необходимо захватить шпионов и диверсантов и получить исчерпывающие сведения об их действиях.

## Отзывы
| Сводный рейтинг    | Сводный рейтинг |
| Агрегатор          | Оценка          |
| ------------------ | --------------- |
| GameRankings       | 71,67 %         |
| Metacritic         | 73/100          |
| Иноязычные издания |                 |
| Издание            | Оценка          |
| GameSpot           | 7/10            |
| GameZone           | 7,5/10          |